# Kevin Wilson (Skirennläufer)
Kevin John Wilson (* 10. Mai 1959 auf Puerto Rico) ist ein ehemaliger puerto-ricanische Skirennläufer.

## Karriere
Wilson nahm 1988 an den Olympischen Winterspielen in Calgary teil. Seine beste Platzierung erreichte er dabei mit Rang 43 im Slalom. Dies blieb zugleich sein einziger internationaler Auftritt als Skirennläufer.

## Privates
Wilsons Geschwister Mary Pat und Thomas nahmen ebenfalls als Sportler an Olympischen Spielen teil. Seine Schwester Mary Pat war 1988 ebenfalls als Skirennläuferin Teil der puerto-ricanischen Mannschaft, Thomas hatte an den Sommerspielen in Seoul als Springreiter teilgenommen.

## Erfolge

### Olympische Winterspiele
- Calgary 1988: 43. Slalom, 61. Riesenslalom, DNF Super-G